# Спартак (Суми)
Футбольний клуб «Спартак» — український футбольний клуб, який представляв місто Суми.

## Попередні назви
- 1960—1962: «Авангард» Суми
- 1963—1971: «Спартак» Суми
- 1972—1982: «Фрунзенець» Суми
- 1999—2000: «Явір-Суми» Суми
- 2000—2001: «Спартак» Суми
- 2002: ФК «Суми»
- 2003: «Спартак» Суми
- 2004—31 травня 2005: «Спартак-Горобина» Суми
- 31 травня 2005—2006: «Спартак» Суми

## Історія
Сумська футбольна команда майстрів «Спартак» розпочала свої виступи у чемпіонатах УРСР і чемпіонатах СРСР серед команд майстрів класу «Б» в 1960 році під назвою «Авангард». У 1968 році «спартаківці» стали срібними призерами своєї зони. А через рік стали переможцями групи і у фіналі завоювали бронзові нагороди чемпіонату УРСР. Наступні сезони були не дуже вдалими для сумських футболістов, лише в 1974 році «Фрунзенець» (так стала називатися команда), зайняв четверте місце в чемпіонаті УРСР і турнірі команд другої ліги чемпіонату СРСР. У 1982 році сум'яни покинули лігу майстрів.
У 1999 році клуб було відроджено під назвою «Фрунзенець-Ліга-99». Під цією назвою команда виступала у другій лізі чемпіонату України до сезону 2001/02, в якому зайняла 5-е місце. На наступний сезон команда вже не заявилася.
Після того, як сумський «Фрунзенець» на деякий час припинив існування, обласне керівництво вирішило відродити в Сумах футбол. З цією метою у 1998 році «Явір» (Краснопілля) був переведений в обласний центр і перейменувався на «Явір-Суми». В такому виді клуб проіснував півтора сезони, після чого плавно перетворився в ФК «Суми» (при цьому ще і об'єднався з ФК «Фрунзенець-Ліга-99»), а потім в «Спартак».
Сезон 2000/01 — найконтрасніший в історії команди. Спочатку команда добралася в кубку України до 1/4 фіналу. Вже у першому матчі в 1/16 по пенальті перемогли київське «Динамо», а в 1/8 фіналу — сімферопольську «Таврію». Лише майбутній фіналіст київський ЦСКА зумів зупинити спартаківців. Мабуть, в кубкових матчах спартаківці віддали всі свої сили і по закінченні сезону, невдало виступивши в чемпіонаті, зайняли передостаннє місце і змушені були на рік розпрощатися з першою лігою. В наступному сезоні вони з тріумфом (перше місце у своїй зоні) повернулися назад у першу лігу.
З 2004 року команда називалася «Спартак-Горобина». Саме в цьому сезоні команда добилася свого найбільшого успіху у першій лізі (9 місце). Після цього команда виступала все гірше. В сезоні 2005/06 вже під назвою «Спартак» повинна була вилетіти з першої ліги, але відмова «Шахтаря-3» допомогла продовжити виступи у першій лізі. Однак, після першого кола чемпіонату першої ліги сезону 2006/2007 команду знято із змагань і позбавлено професіонального статусу, а всі її результати в сезоні анульовано.

## Досягнення
Чемпіонат УРСР
- Бронзовий призер – 1969

## Всі сезони в незалежній Україні
| Сезон   | Чемпіонат     | Чемпіонат | Чемпіонат | Чемпіонат | Чемпіонат | Чемпіонат | Чемпіонат | Чемпіонат | Кубок       | Кубок | Кубок | Кубок | Кубок | Кубок | Кубок | Примітка                                                |
| Сезон   | Ліга          | Місце     | І         | В         | Н         | П         | М         | О         | Етап        | І     | В     | Н     | П     | М     | О     | Примітка                                                |
| ------- | ------------- | --------- | --------- | --------- | --------- | --------- | --------- | --------- | ----------- | ----- | ----- | ----- | ----- | ----- | ----- | ------------------------------------------------------- |
| 1999/00 | Перша         | 9 з 18    | 34        | 14        | 6         | 14        | 42−45     | 48        | 1/16 фіналу | 1     | 0     | 0     | 1     | 1−2   | 0     | «Явір-Суми»                                             |
| 2000/01 | Перша         | 17 з 18   | 34        | 8         | 7         | 19        | 20−46     | 31        | 1/4 фіналу  | 3     | 1     | 1     | 1     | 4−6   | 3     | «Спартак»                                               |
| 2001/02 | Друга Група В | 1 з 18    | 34        | 24        | 5         | 5         | 68−34     | 77        | Другий етап | 2     | 0     | 0     | 2     | 1−3   | 0     | Перше коло — «Спартак», друге коло — ФК «Суми»          |
| 2002/03 | Перша         | 10 з 18   | 34        | 13        | 6         | 15        | 34−40     | 45        | 1/16 фіналу | 2     | 1     | 0     | 1     | 2−2   | 2     | «Спартак»                                               |
| 2003/04 | Перша         | 9 з 18    | 34        | 11        | 13        | 10        | 40−41     | 46        | 1/16 фіналу | 2     | 0     | 1     | 1     | 3−7   | 1     | Перше коло — «Спартак», друге коло — «Спартак-Горобина» |
| 2004/05 | Перша         | 15 з 18   | 34        | 9         | 12        | 13        | 34−41     | 39        | 1/16 фіналу | 2     | 1     | 0     | 1     | 4−3   | 2     | «Спартак-Горобина», з 31.05.2005 — «Спартак»            |
| 2005/06 | Перша         | 17 з 18   | 34        | 5         | 5         | 24        | 28−68     | 20        | 1/16 фіналу | 2     | 1     | 0     | 1     | 2−4   | 2     | «Спартак»                                               |
| 2006/07 | Перша         | 20 з 20   | 0         | 0         | 0         | 0         | 0−0       | 0         | 1/32 фіналу | 1     | 0     | 0     | 1     | 1−4   | 0     | «Спартак», знято зі змагань, результати анульовано      |
| Всього  | Друга         | 1 сезон   | 34        | 24        | 5         | 5         | 68−34     | 77        | >8 сезонів  | 15    | 4     | 2     | 9     | 18−31 | 10    |                                                         |
| Всього  | Перша         | 6 сезонів | 204       | 60        | 49        | 95        | 198−281   | 229       |             |       |       |       |       |       |       |                                                         |

## Відомі футболісти
- Тимерлан Гусейнов
- Олександр Паляниця
- Костянтин Деревльов
- Сергій Сизихін
- Іван Козоріз